# Lexus LFA
Pour les articles homonymes, voir Lexus LF.
La Lexus LFA est un modèle coupé produit par Lexus, limitée à une production de 500 exemplaires (dont une cinquantaine d'unités du Nürburgring package). C'est le second modèle de la ligne F (sportif, d’après le circuit de Fuji, où sont testées les voitures) après l'IS F de fin 2007, mais surtout la première supercar du constructeur nippon. La « A » vient de l’anglais « apex » signifiant point de corde d’un virage.

## Développement

### Tests de mise au point
La LFA a commencé son développement sous le nom de code TXS, destiné à mettre en valeur les capacités de Toyota et de sa marque Lexus à concevoir des véhicules performants,. Le premier prototype a été achevé en juin 2003. Des prototypes de la LFA ont été repérés régulièrement au cours de tests au Nürburgring, circuit de course automobile de Nürburg en Allemagne, depuis octobre 2004,. De nombreux véhicules d'essai avaient été équipés de spoilers arrière rétractables automatiquement et de disques de frein en carbone-céramique.

### Premier concept

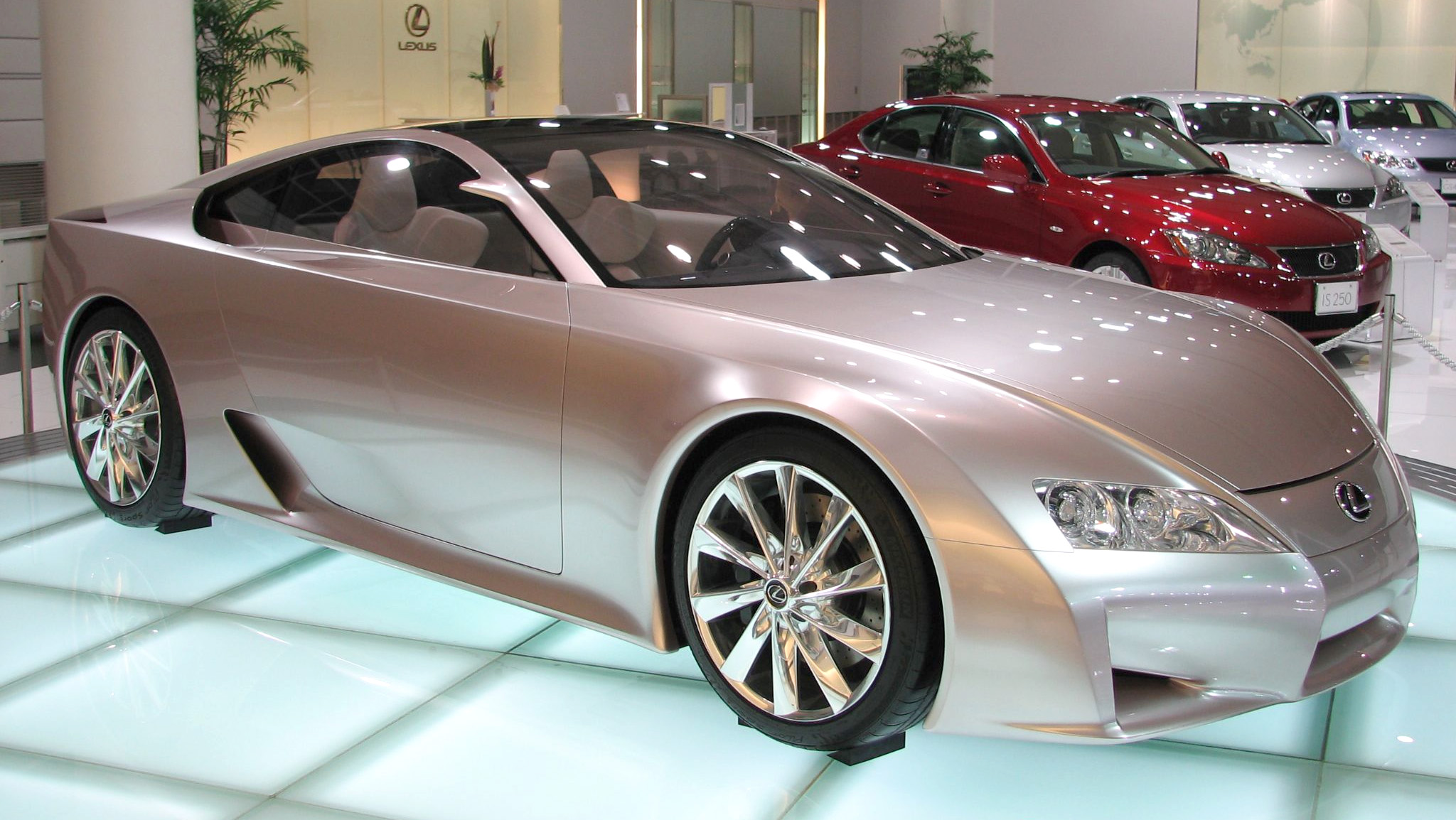
Le premier concept de LF-A

En janvier 2005, le premier concept LF-A a été présenté pour la première fois au Salon international de l'auto d'Amérique du Nord à Détroit, dans le Michigan, sous la forme d'un concept sans projet de production. Le design était une collaboration entre Toyota et le designer italien Leonardo Fioravanti,. Le premier concept avait une longueur totale de 4 399 mm, tandis que son empattement mesurait 2 581 mm. Le concept mesurait près de 1 219 mm de hauteur, avec une largeur de 1 859 mm. Certains médias ont rapporté que le nom du concept faisait référence à Lexus Future-Advance, une affirmation rejetée par la suite par l'ingénieur en chef Tanahashi.

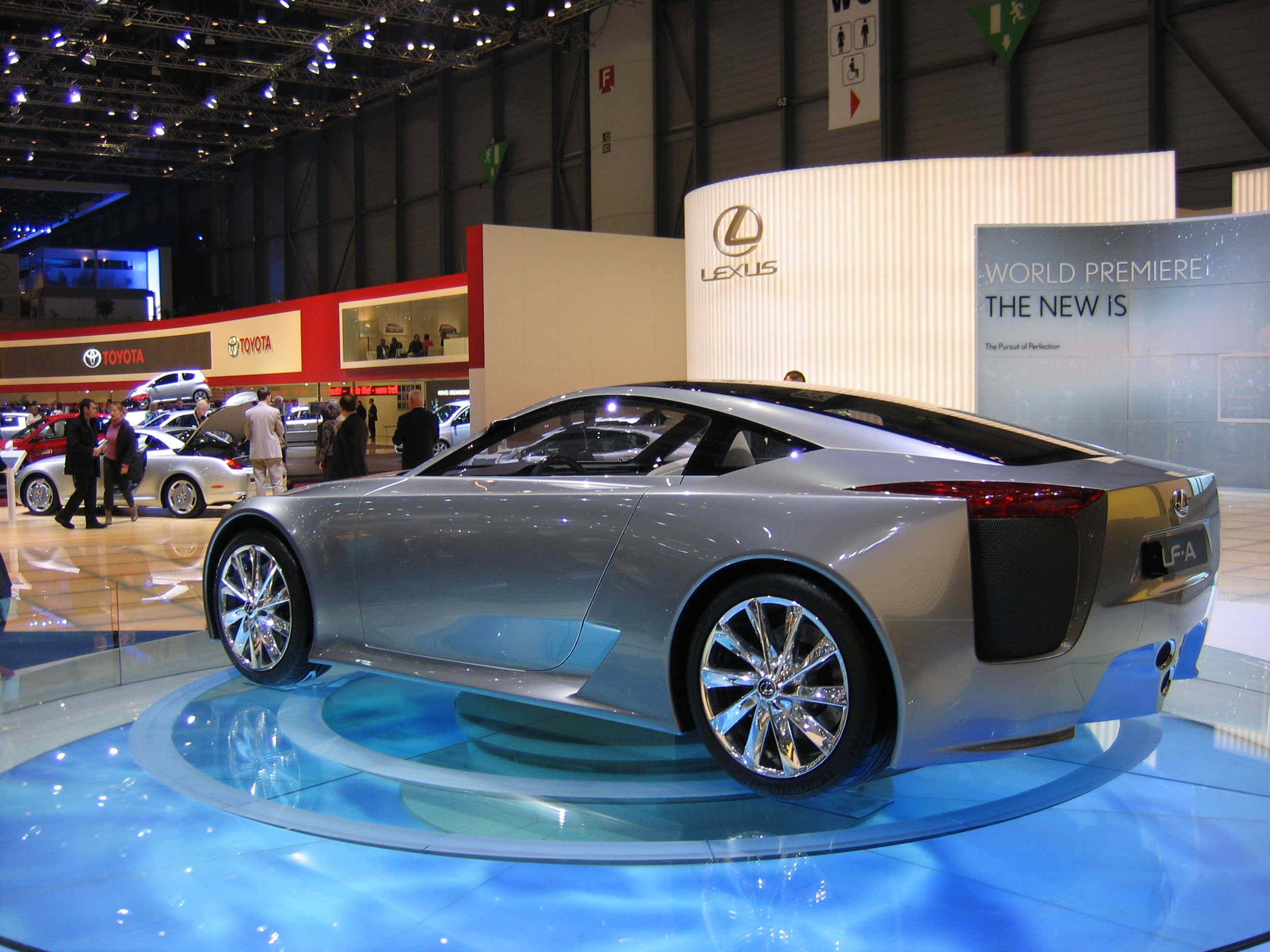
Le concept LF-A exposé au Salon international de l'automobile de Genève en 2005

Ce concept comportait un toit en verre et des caméras montées dans les rétroviseurs latéraux. Le pare-chocs arrière comportait un triple échappement placé en triangle inversé. Les roues avaient la forme de turbines et des écopes d'air étaient placées sur les piliers C. À la suite de la réaction enthousiaste du public pour le concept lors des salons automobiles, le développement s'est poursuivi en mettant davantage l'accent sur un éventuel modèle de production. Parallèlement, Lexus se préparait au lancement de sa série de véhicules de performance de marque F, dont la LFA de production serait un futur membre possible de cette gamme. Des rapports de 2006 suggéraient que le concept-car LF-A avait reçu le feu vert pour la production, mais ces rapports n'ont pas été officiellement confirmés.

### Second concept

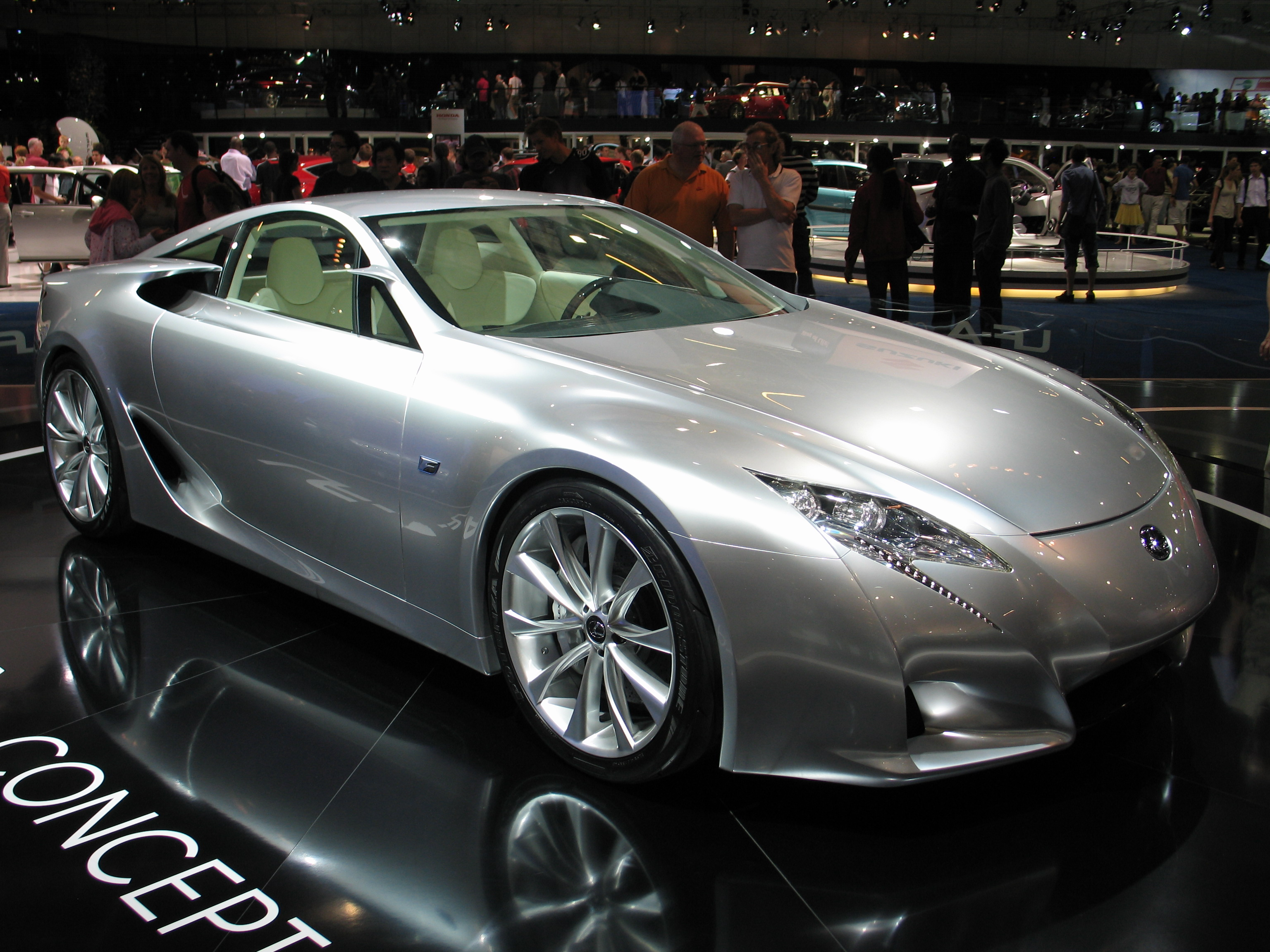
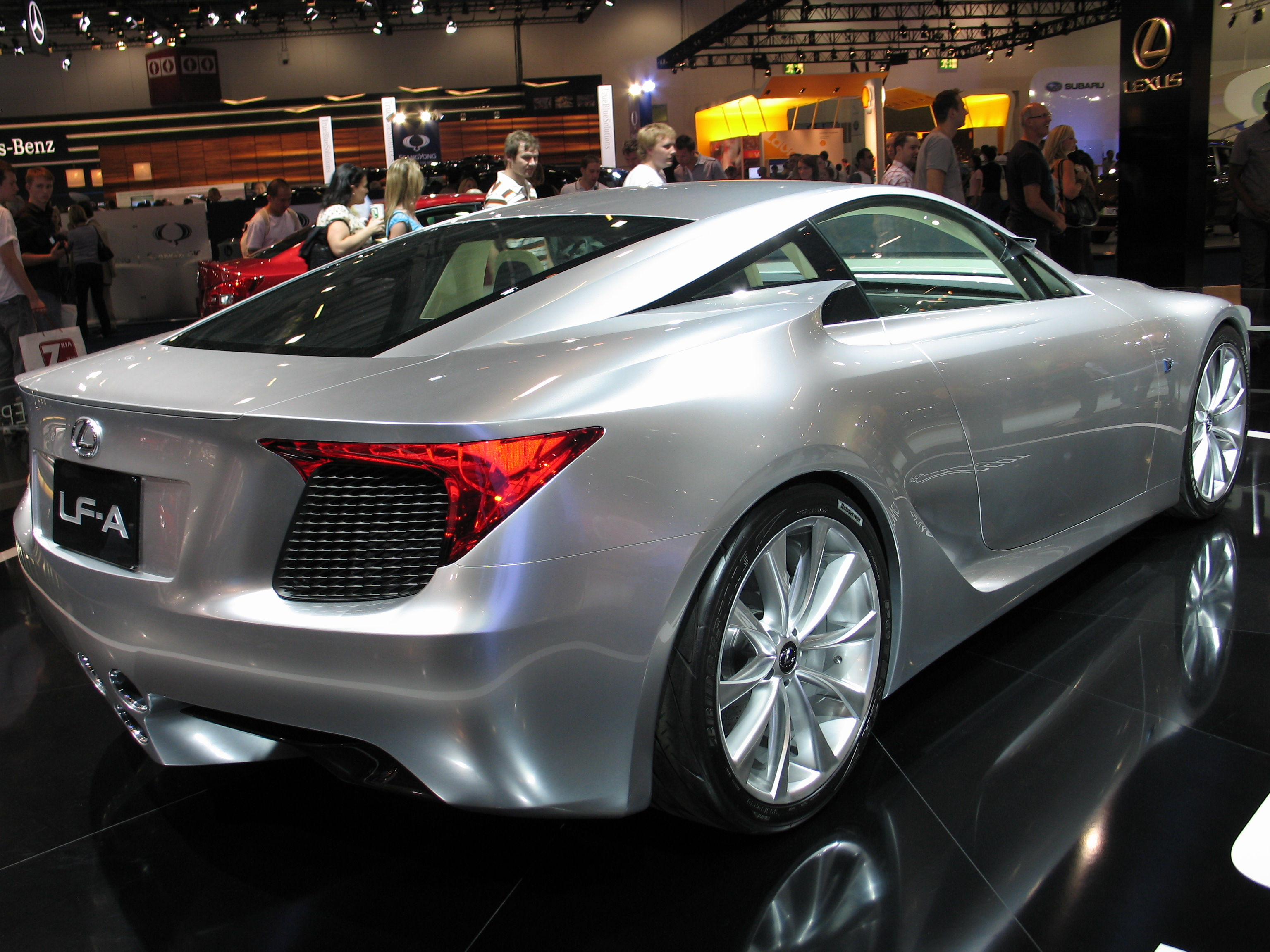
Le deuxième concept de LF-A
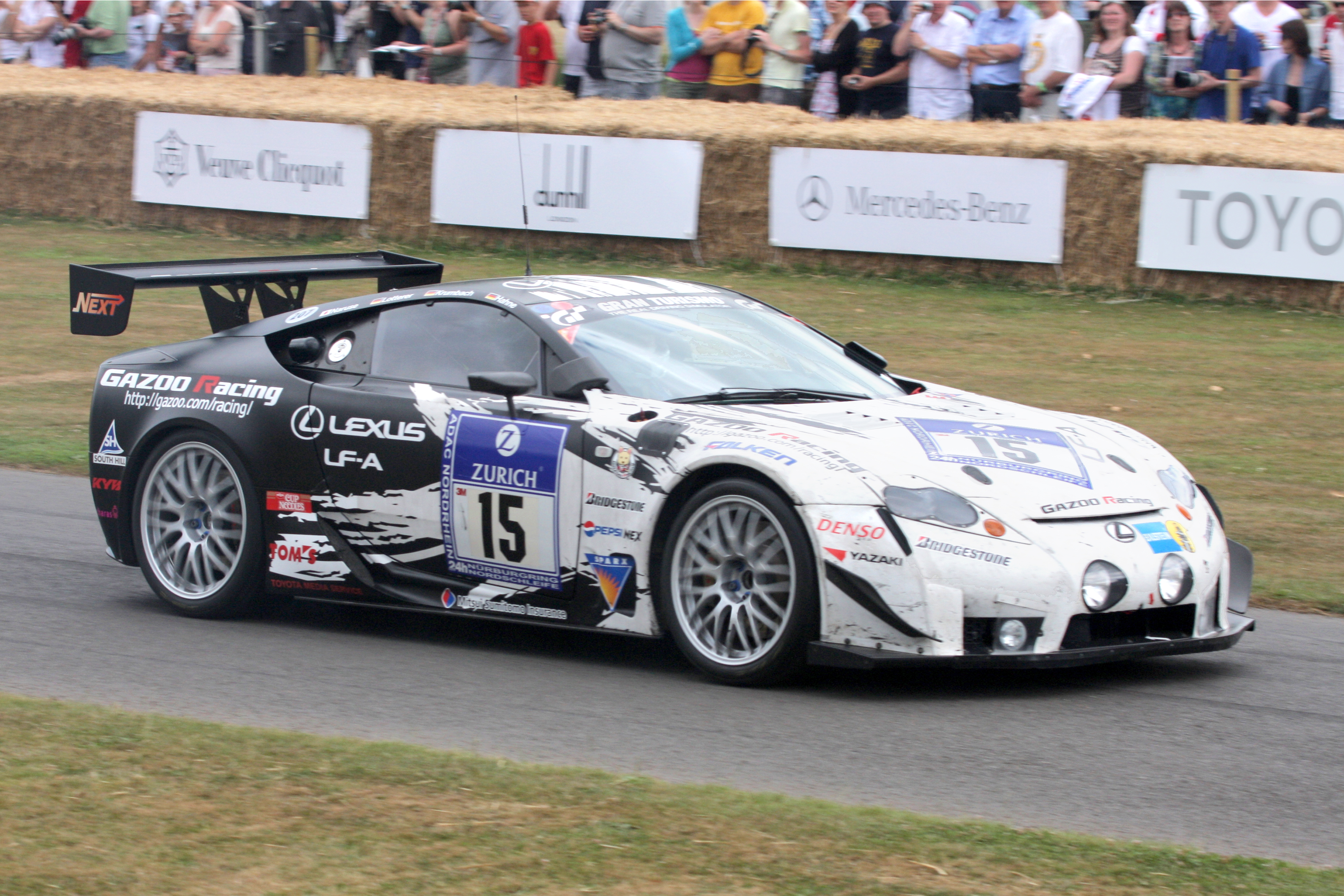
Le concept LF-A, version piste

Suivant le concept original de la LF-A, la durée de développement a été allongée par le passage d'un cadre en aluminium à une chassis en fibre de carbone, résultat d'efforts d'ingénierie visant à améliorer le rapport poids/puissance. Le développement de la LF-A a été accompagné par l'équipe de Formule 1 de Toyota. En janvier 2007, un concept-car LF-A restylé a été présenté pour la première fois aux côtés du premier véhicule de série de marque F, la berline sport ISF. Le deuxième concept LF-A présentait un extérieur plus aérodynamique, un intérieur proche de la production et des emblèmes de la gamme F. Plus tard cette année-là, le directeur de Lexus Grande-Bretagne, Steve Settle, a indiqué une planification pour une version V10 et hybride de la LF-A. La version hybride, combinant un moteur essence et des moteurs électriques, devait comporter un moteur V8 similaire à celui conçu pour la Lexus LS 600h L. Les LF-A d'essai ont continué à être repérés au Nürburgring, y compris les premiers modèles. En décembre 2007, Auto Express a rapporté que la LF-A avait réalisé un tour non officiel de 7:24 au Nürburgring.

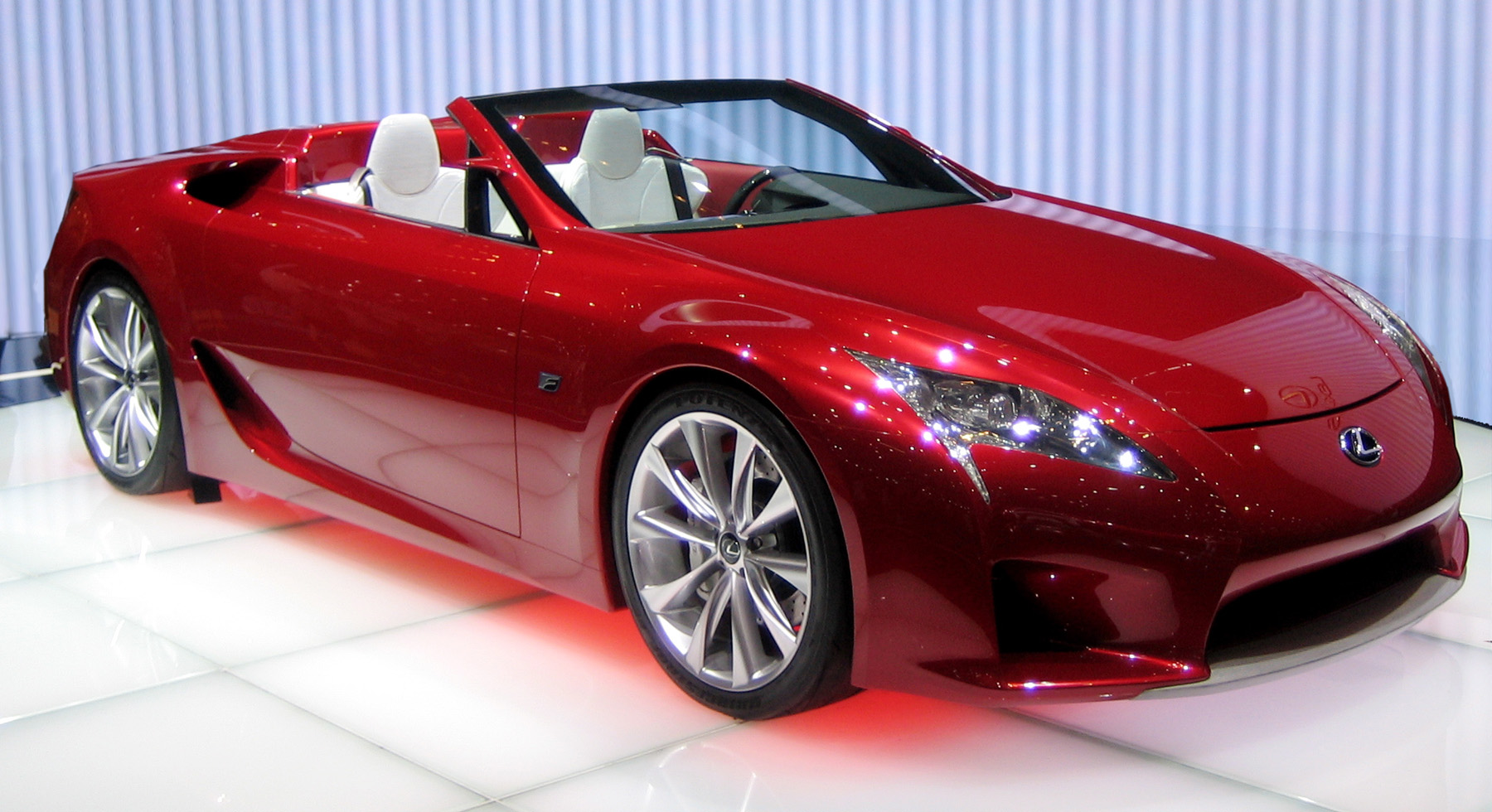
Le concept LFA Roadster

En janvier 2008, Lexus a présenté une version roadster du concept-car LF-A dénommé LF-A Roadster, ou LF-AR, au Salon international de l'auto d'Amérique du Nord. Les caractéristiques initiales du roadster comprenaient un moteur V10 d'une cylindrée de 5,0 L et d'une puissance supérieure à 500 ch. Sa vitesse maximale était supérieure à 322 km/h. Les journalistes capturant la LF-A sous ses diverses formes d'essai avaient photographié un modèle d'essai cabriolet masqué, baptisé LF-A Spyder, sur le Nürburgring dès octobre 2005. Un seul prototype de course LF-A a également été inscrit aux courses d'endurance du Veranstaltergemeinschaft Langstreckenpokal Nürburgring au Nürburgring en mai 2008. Un dépôt de marque LFA auprès de l'Office des brevets et des marques des États-Unis a été découvert en décembre 2008, le nom du concept LF-A abandonnant son trait d'union pour devenir LFA pour un éventuel modèle de production.
Les deuxièmes concepts LF-A avaient une longueur totale de 4 460 mm et un empattement de 2 598 mm ; la hauteur est restée la même que le concept précédent, tandis que la largeur est passée à 1 895 mm. Alors que la LF-A originale était strictement un modèle conceptuel, la conception du deuxième concept reflétait une analyse technique en vue d'une éventuelle production. Le design extérieur a été redessiné pour tirer parti de la flexibilité offerte par la construction en fibre de carbone, avec une aérodynamique améliorée visant à améliorer la vitesse de pointe de la voiture. L'extérieur remodelé présentait des lignes plus douces avec des détails supplémentaires et des surfaces plus incurvées. Les entrées d'air arrière ont été conservées, mais intégrées dans le carénage arrière, et les prises d'air latérales inférieures et avant redessinées, ainsi que le carénage avant et les phares. Le deuxième concept LF-A et la LF-A Roadster qui l'accompagnait étaient également équipés d'un aileron arrière rétractable pour une meilleure maniabilité à grande vitesse et d'un intérieur à deux places.

### Modèle de production

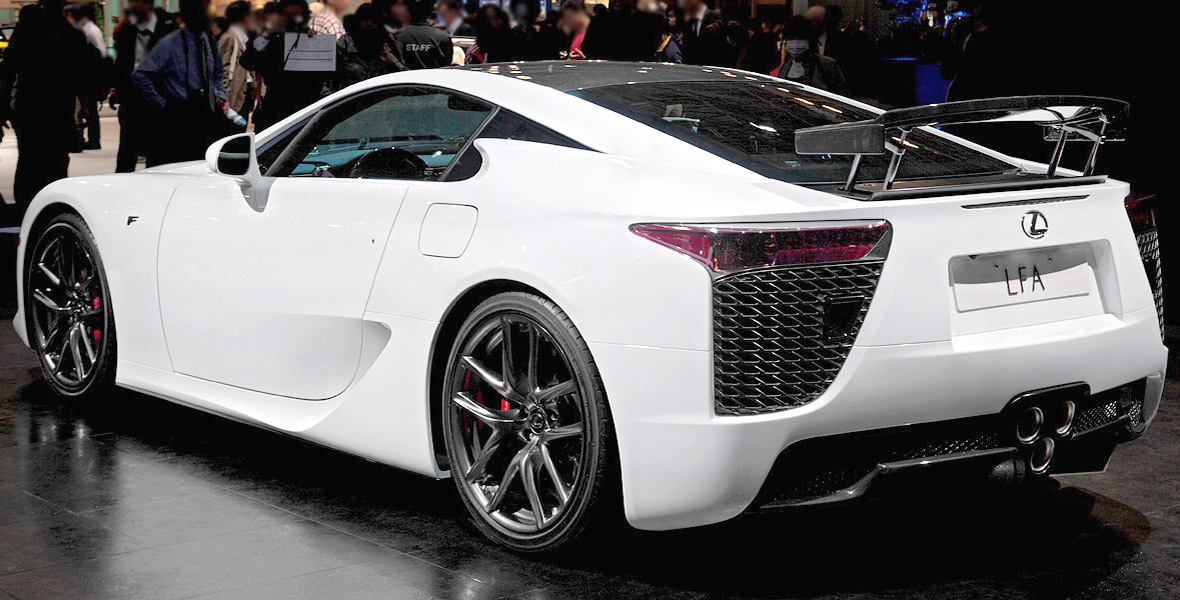
Le modèle de production, présenté en 2009 au Tokyo Motor Show.

Le 5 août 2009, le nouveau PDG de Toyota, Akio Toyoda, a publiquement confirmé la production de la LFA dans son discours lors d'une conférence tenue au Center for Automotive Research aux États-Unis. Les véhicules de production étaient annoncés équipés de moteurs V10,.
En septembre 2009, des articles parus dans des magazines automobiles japonais indiquaient que le moteur V10 de 4,8 L de la LFA porterait la désignation 1LR. Une publicité télévisée pour le marché japonais montrait les tests de pré-production de la LFA au Fuji Speedway.
Le 21 octobre 2009, la version de production de la Lexus LFA a été dévoilée lors de la première journée de présentation presse du 41e Salon automobile de Tokyo. La voiture a été présentée par Akio Toyoda lors d'une conférence de presse, au cours de laquelle il a été révélé que le véhicule serait limité à 500 exemplaires de production. La voiture portait la même désignation que les concepts, LFA, mais sans le trait d'union. La désignation de production aurait signifié Lexus Fuji Apex, une affirmation rejetée par l'ingénieur en chef Tanahashi. La LFA a été présentée comme le véhicule final de la conférence de presse, suivant le concept hybride LF-Ch.
L'annonce de la production de la LFA marquait le 20e anniversaire du lancement de Lexus. Étant donné le coût élevé de la construction et du développement, les analystes ne s'attendaient pas à ce que les ventes de la LFA soient rentables. Cependant, la LFA était destinée à servir de banc d'essai pour les nouvelles technologies automobiles, y compris la production de masse en fibre de carbone, et le développement de véhicules performants utilisant ce matériau.

## Production

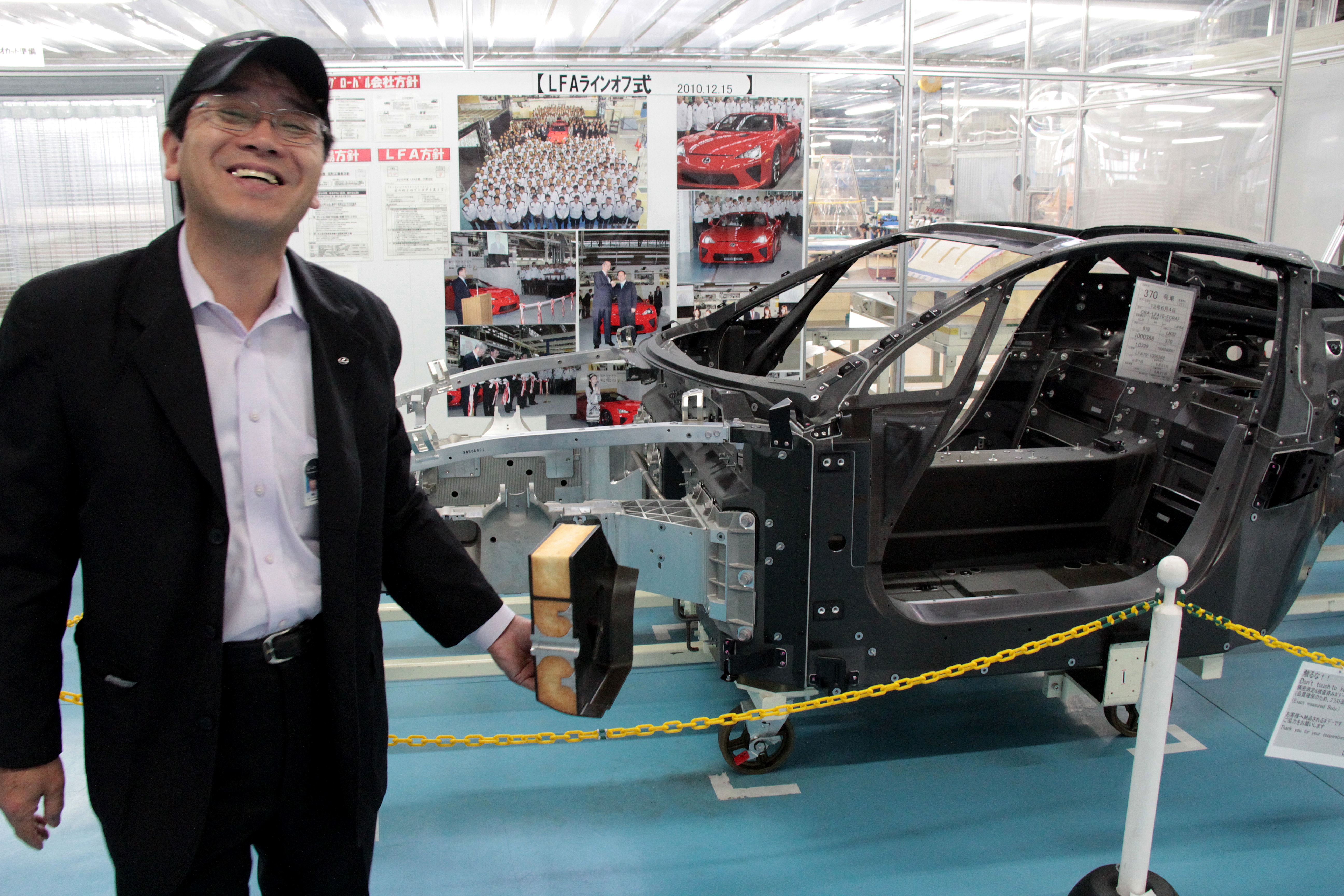
Haruhiko Tanahashi, ingénieur en chef de la LFA, devant le chassis de la LFA pendant la production dans l'usine de Motomachi.

Lexus a ouvert les commandes de la LFA le 23 octobre 2009. Les acheteurs ont été sélectionnés par Lexus au deuxième trimestre 2010. La production a commencé en décembre 2010. Au total, seulement 500 voitures ont été fabriquées pour tous les marchés, avec seulement 20 exemplaires produits chaque mois vendus au prix minimum de 375 000 $. Chaque voiture était commandée sur mesure selon les demandes du client. À la suite de l'introduction de la LFA au Salon automobile de Tokyo, Lexus a dévoilé un site Web avec un « configurateur LFA », qui permettait aux utilisateurs de sélectionner les couleurs extérieures et intérieures, les couleurs des étriers de frein, les sièges, le cuir du volant et d'autres designs intérieurs. Chaque LFA a été construite à la main par une équipe de production dédiée composée d'ingénieurs et de spécialistes à l'usine Motomatchi de Toyota à Aichi, au Japon.

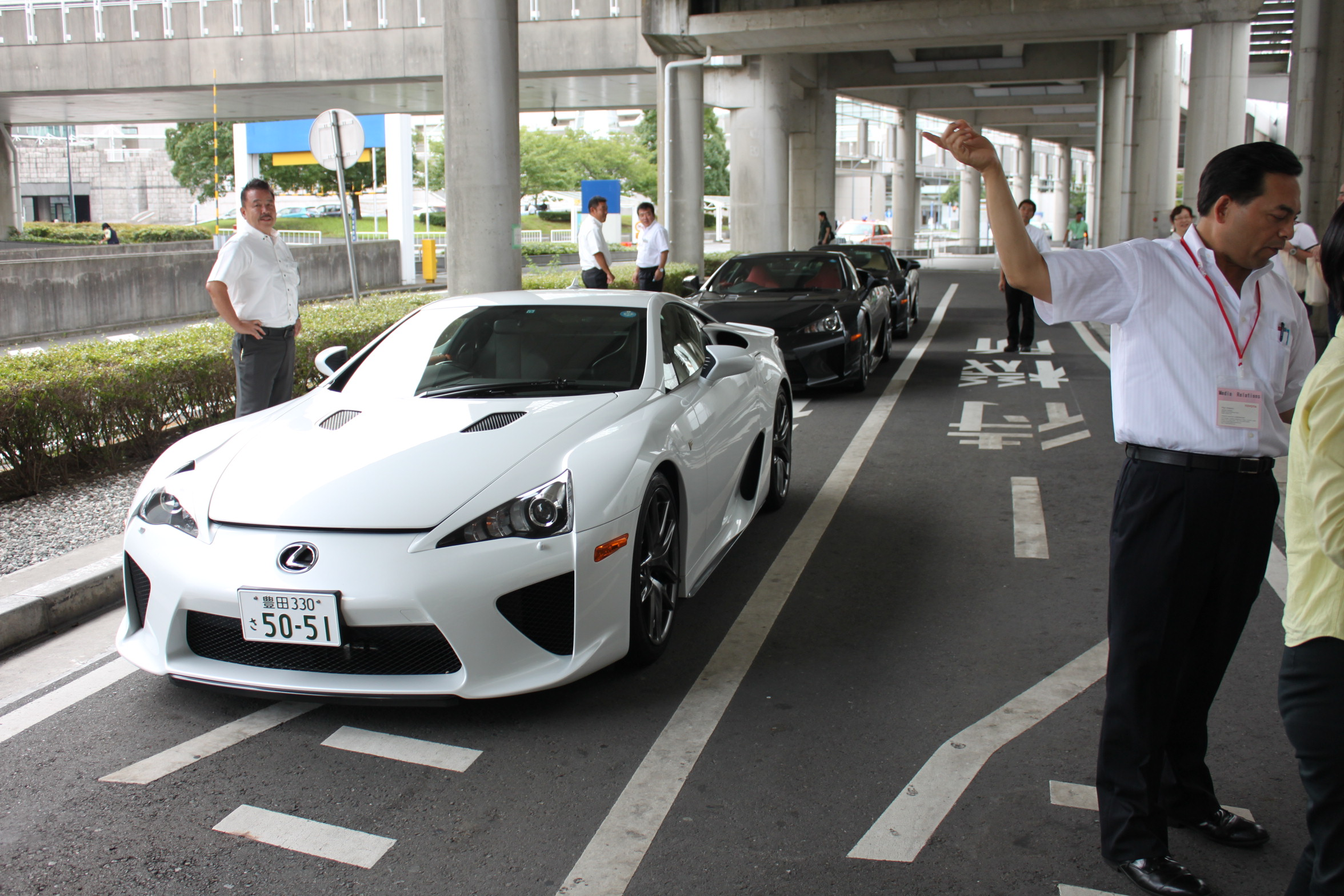
Des LFA de production alignées à Yokohama

Sur le marché nord-américain, 150 voitures ont été initialement vendues dans le cadre d'un programme de location de deux ans. Il s'agissait d'empêcher les propriétaires de revendre le véhicule dans un but lucratif. Le pilote de course Scott Pruett a été embauché pour réaliser des essais routiers aux clients intéressés, démontrant ainsi les capacités du véhicule à l'Auto Club Speedway. La division Lexus de Toyota Motors USA a cessé de prendre des commandes fin 2009. Lexus a ensuite changé de position et a autorisé l'achat pur et simple, mais uniquement à la condition de signer un accord donnant au concessionnaire le  droit de refuser le rachat de la LFA si le propriétaire souhaitait la vendre dans les deux premières années. Le concessionnaire aurait la possibilité de racheter la LFA soit à sa juste valeur marchande, soit au prix d'origine, selon le montant le plus bas. Sur le marché européen, les acheteurs pouvaient commander leur LFA auprès d'un seul concessionnaire Lexus situé à Park Lane, à Londres.

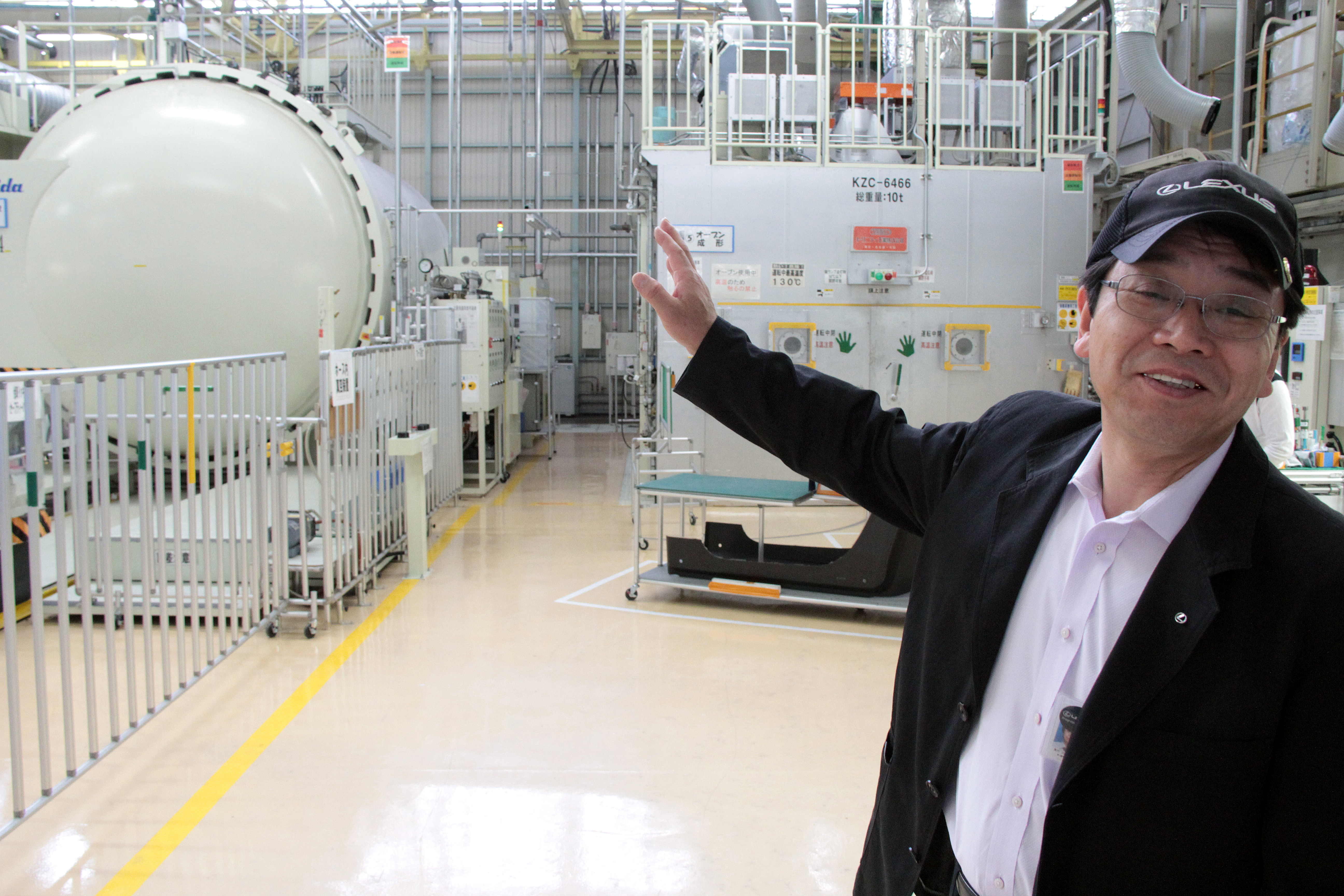
Haruhiko Tanahashi, ingénieur en chef de la LFA, devant l'autoclave utilisé pour durcir les pièces en fibre de carbone

Au cours de la production de la LFA, chaque véhicule a reçu une plaque numérotée individuellement, indiquant la place de l'unité dans le cycle de production. Chaque moteur V10 portait la signature du spécialiste qui l'avait assemblé. Avec 20 unités produites par mois, la production de la LFA s'est étendue de décembre 2010 à décembre 2012. La production a pris fin le 14 décembre 2012, avec un dernier exemplaire de couleur blanche et équipé du pack Nürburgring. À la fin de la production, aucun successeur n'était prévu. L'usine de production de la LFA de Motomachi a continué à fabriquer des pièces avec une petite équipe.

## Caractéristiques techniques

### Motorisation

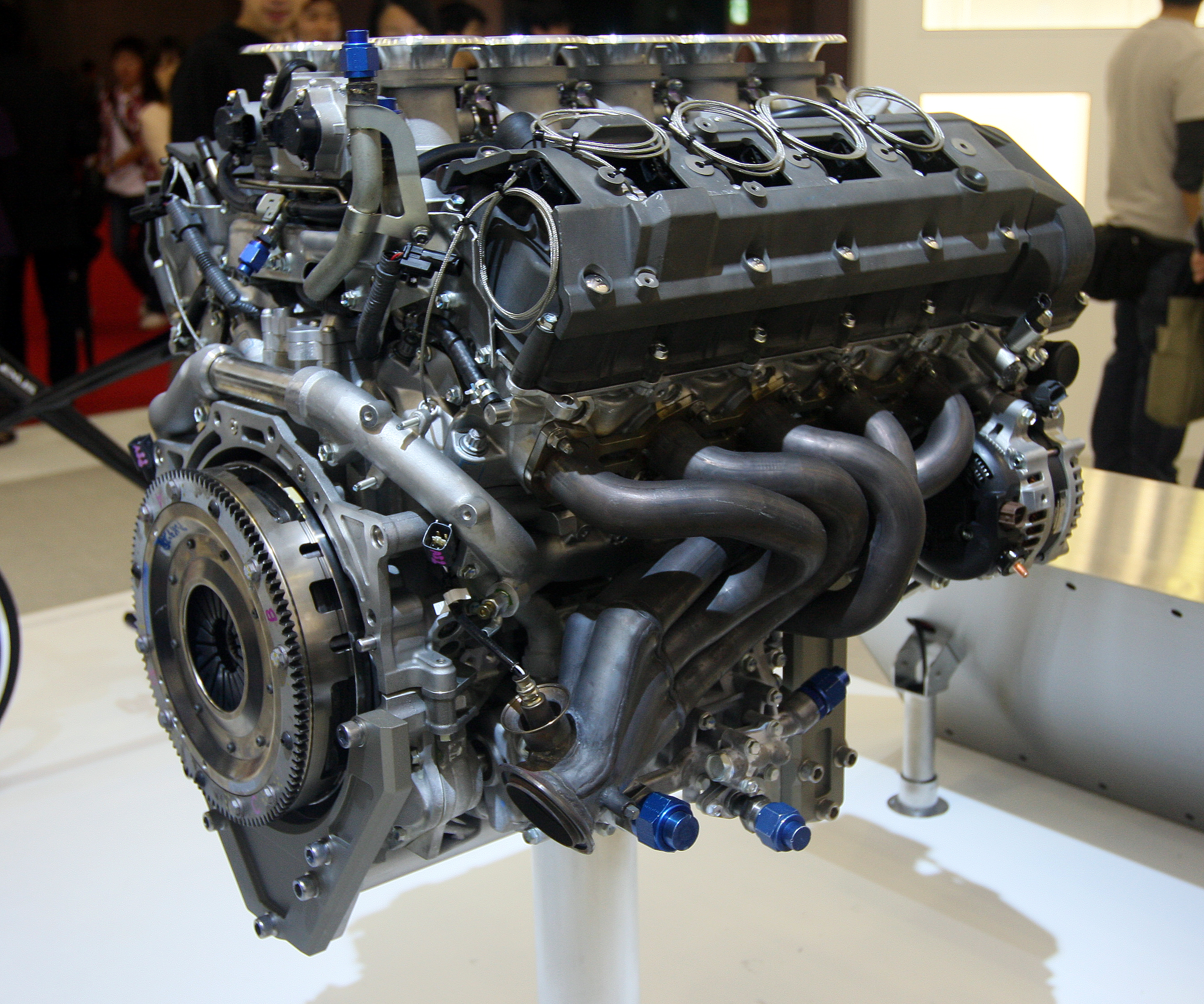
Le moteur utilisé dans le modèle de 2009, au Tokyo Motor Show de 2009

La Lexus LFA est propulsée par un moteur V10 de 4,805 cm3 (4,8 L) à 72 degrés équipé du Dual VVT-i portant la désignation 1LR-GUE avec une puissance maximale de 412 kW (560 ch) délivrée à 8 700 tr/min. Son couple maximal de 480 Nm est délivré à 6 800 tr/min, dont 90 % est disponible à partir de 3 700 tr/min. Le moteur peut tourner à 9 000 tr/min, mais avec un rupteur à coupure de carburant fixée à 9 500 tr/min et est construit à l'aide de pistons en aluminium forgé, de bielles en titane forgé et de soupapes en titane massif. L’angle de 72 degrés, plutôt que 90 degrés, fut choisi pour obtenir un équilibre des forces optimum et accessoirement éviter l’utilisation de manetons décalés, ce qui aurait alourdi le moteur et réduit son rendement. L'air est acheminé directement depuis le dessous du capot à travers une fente visible passant dans un collecteur d'admission variable à deux étages.
Son moteur V10 (40 soupapes, ouvert à 72 °) de 4,8L à injection directe a été entièrement conçu en collaboration avec Yamaha. Il a été préféré au V8 pour sa capacité à monter plus facilement dans les tours, et au V12 pour son inertie moindre. Il est capable de passer de 1 000 tr/min à 9 500 tr/min en 0,6 seconde. Aucun compteur analogique n'étant capable de suivre une telle vitesse de montée en régime, la LFA a donc été équipée d'un compteur numérique, à lecture instantanée.
La lubrification se fait par carter sec, ce qui permet d’abaisser le centre de gravité, de réduire la hauteur du moteur et d’éviter un déjaugeage en virage. L’apport d’air se fait au travers d’une fine ouverture à l’avant du capot, vers un collecteur variable à deux étages, qui le distribue aux dix pipes d’admission. L’échappement à deux étages est en titane.

### Boite de vitesses

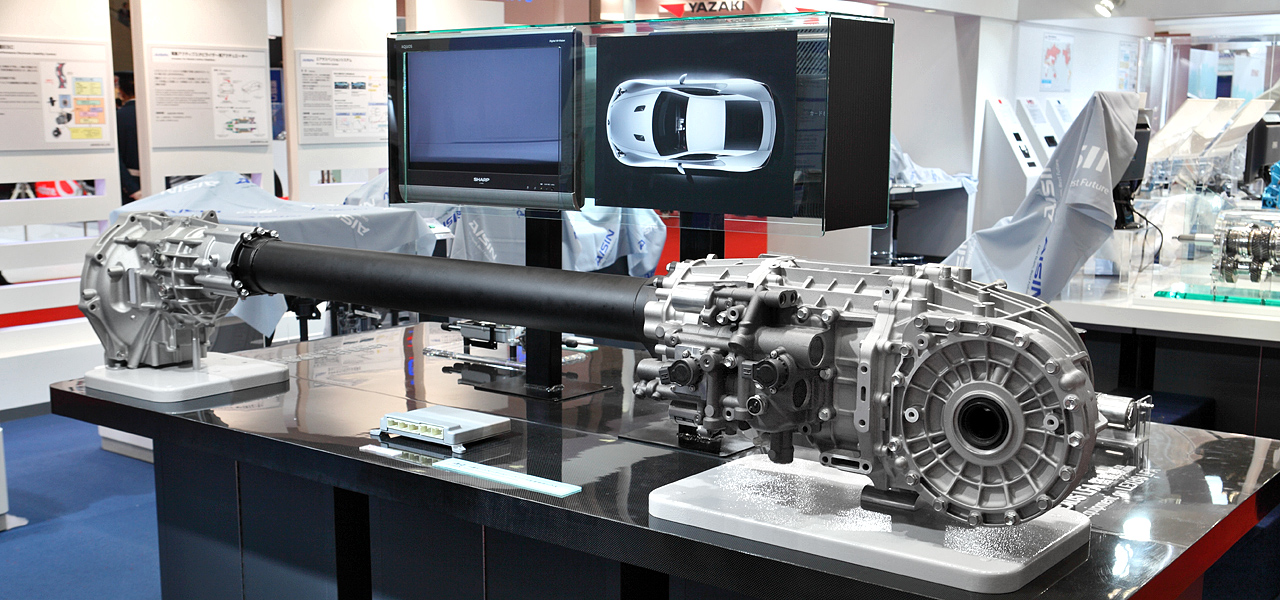
Boite de vitesses et transmission de la LFA de production.

La boîte de vitesses construite par Aisin est une transmission automatisée à embrayage unique à six vitesses actionnée par des palettes de changement de vitesse. Lexus a initialement cherché à utiliser une transmission à double embrayage, mais cette technologie donnait une sensation de changement de vitesse trop douce. Au lieu de cela, ils ont opté pour une boîte de vitesses séquentielle automatisée. Même si une grande partie du logiciel et du système de contrôle a été conservée, Devotek a adapté la mécanique et l'hydraulique pour répondre aux exigences de performances accrues de la LFA.

### Châssis
Le châssis de la Lexus LFA est constitué d'une monocoque centrale en polymère renforcé de fibre de carbone (CFRP), conçue et fabriquée en interne, avec des sous-châssis avant et arrière en aluminium. Les sous-châssis, qui peuvent être retirés et remplacés en minimisant les coûts de réparation potentiels, sont reliés à la monocoque à l'aide d'un nouveau collier à bride en aluminium conçu pour créer un joint plus solide. Selon le fabricant, la qualité du matériau CFRP correspond à celle des qualités aéronautiques et est tissé par un métier circulaire surveillé au laser, l'un des deux seuls au monde. Dans l'ensemble, 65 % de la masse totale du véhicule est constituée de matériau CFRP tandis que les 35 % restants sont constitués d'aluminium. Les données du fabricant indiquent que l'utilisation du CFRP permet d'économiser 100 kg (220 lb) par rapport aux matériaux en aluminium équivalents.
Une crémaillère de direction assistée électrique avec un rapport de démultiplication de 14,3:1 est utilisée. La suspension avant utilise une disposition à double triangulation et une disposition multibras est utilisée à l'arrière avec des amortisseurs hélicoïdaux sur toutes les roues. La LFA est également équipée d'étriers de frein monobloc Brembo à six pistons à l'avant et à quatre pistons à l'arrière avec des disques en carbone-céramique de 390 mm à l'avant et de 360 mm à l'arrière. Des roues BBS forgées de 20 pouces équipées de pneus Bridgestone Potenza de nouvelle génération de 265 mm à l'avant et de 305 mm à l'arrière sont de série.
La LFA a été présentée en 2005. Un modèle roadster a été aussi présenté en 2008, ce qui aura donné naissance aux 2 uniques exemplaires de LFA roadster produits.
Sa carrosserie, initialement prévue en aluminium, est réalisée en fibre de carbone.
Elle comporte un réservoir de 73 L de capacité.

## Évolution
Le 10 mars 2010, Lexus présente une version modifiée pour usage sur circuit de sa supersportive, la Lexus LFA Nürburgring Edition, ayant des réglages spécifiques au circuit du Nürburgring. Son moteur gagne 10 ch par rapport à la version « standard », donnant un total de 570 ch ; la transmission est plus rapide de 0,05 seconde, quelques éléments aérodynamiques comme l'aileron fixe en fibre de carbone font leur apparition et les jantes normales sont remplacées par des modèles plus rigides. En septembre 2011, la Lexus LFA Nurburgring Edition enregistre un temps de 7 min 14 s 64/100 sur le Nürburgring, soit 10 secondes de moins que la Porsche 911 (997) GT2 RS.

## Histoire
En juin 2010 lors des derniers réglages, l'ingénieur automobile Hiromu Naruse s'est tué à bord d'une LFA Nürburgring Edition.

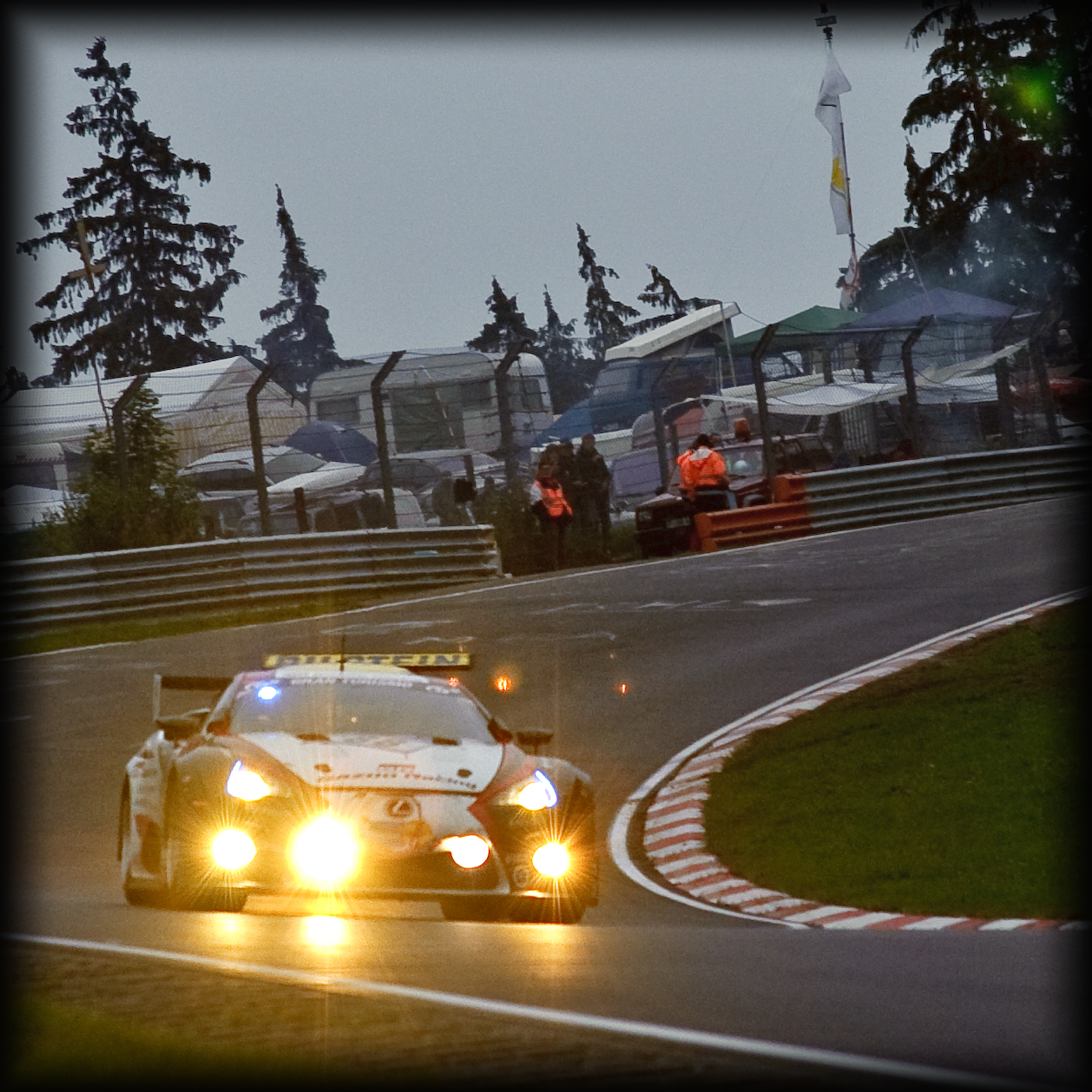
Une Lexus LFA aux 24 Heures du Nürburgring en 2011.